# Массовая стрельба
Массовая стрельба — это насильственное преступление, при котором один или несколько нападавших убивают или ранят несколько человек одновременно, используя огнестрельное оружие. Общепринятого определения «массовой стрельбы» не существует. 

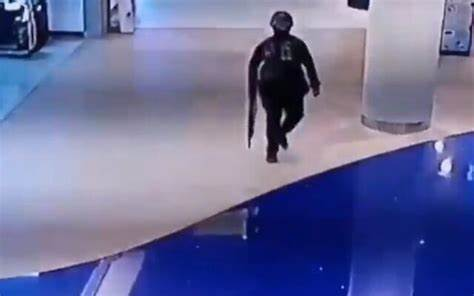
Стрельба в Накхонратчасиме

## Определения
Общего определения «массовой стрельбы» нет, как нет и определённого нужного числа погибших и пострадавших при каждом подобном инциденте. Различные американские издания склоняются к 3-5 и более жертвам (не обязательно убитым) в каждой массовой стрельбе.

## По регионам

### Африка
На африканском континенте также происходили массовые расстрелы, очень часто переходящие в массовые убийства. Так, 13 марта 2016 года в Гран-Басаме, Кот-д’Ивуар трое вооружённых террористов открыли огонь в отеле, а в Кении в ходе вооружённого нападения на университет погибли 148 человек.

### Азия

#### Япония
В силу строгих законов касательно огнестрельного оружия в Японии массовые стрельбища происходят крайне редко. В год происходят всего два убийства с применением огнестрельного оружия. Не смотря на это, в стране было несколько случаев массовой стрельбы, например массовое убийство в Цуяме в 1938 или стрельба в Сасебо в 2007 году.

#### Таиланд
В период с 8 по 9 февраля 2020 года недалеко от города Накхонратчасима в Таиланде произошла массовая стрельба. Солдат Королевской армии Таиланда убил 30 человек и ранил 58 человек, прежде чем в конечном итоге был застрелен.
6 октября 2022 года тридцать шесть человек, 24 из которых были детьми, были убиты в результате стрельбы, совершенного бывшим полицейским. Затем преступник убил свою жену и сына в собственном доме, а затем покончил жизнь самоубийством.

### Европа

#### Великобритания
Массовые расстрелы в Соединённом Королевстве случаются крайне редко. В стране действуют одни из самых строгих законов об оружии в мире, которые были введены в ответ на стрельбу в Данблейне в 1996 году. С тех пор в стране произошло всего несколько массовых расстрелов.
Один из последних инцидентов — стрельба в Плимуте, произошедшая в 2021 году.

#### Германия
В 2002 году Роберт Штайнхойзер убил 16 человек, в том числе двух учеников, одиннадцать учителей, учителя-стажера, секретаря и полицейского, прежде чем направил оружие на себя в гимназии, из которой его ранее исключили.
В 2009 году ещё один скулшутинг унёс 16 жизней, включая самого стрелка.
В 2020-м произошло массовое убийство в Ханау, в котором погибли 11 человек.

#### Россия
11 мая 2021 года 19-летний Ильназ Галявиев убил 9 человек и ранил 23 в своей бывшей гимназии, а через 4 месяца 18-летний Тимур Бекмансуров открыл огонь в стенах Пермского государственного университета, убив шестерых. 26 сентября 2022 года 34-летний Артём Казанцев устроил массовый расстрел в школе № 88, убив 18 человек и ранив ещё 23 человека, прежде чем покончил жизнь самоубийством.
Помимо вооружённых нападений на учебные заведения время от времени случаются другие виды массовых расстрелов. Так, 7 декабря 2021 мужчина открыл стрельбу во многофункциональном центре, убив двух и ранив ещё четырёх, а 12 октября 2020 18-летний Даниил Монахов убил четырёх, используя ружьё.

#### Чехия
Один из самых нашумевших случаев произошёл 21 декабря 2023, когда 24-летний Давид Козак убил 14 и ранил 25 человек.

### Северная Америка

#### Канада
Известные массовые расстрелы в Канаде включают массовое убийство в Политехнической школе Монреаля (которая привела к усилению контроля над оружием в Канаде), бойню в университете Конкордия в 1992 году, стрельбу в колледже Доусон в Монреале в 2006 году, стрельбу на Данциг-стрит в 2012 году, стрельбу в Эдмонтоне в 2014 году, стрельбу в мечети в Квебеке в 2017 году, стрельбу в Торонто в 2018 году и убийства в Новой Шотландии в 2020 году. После убийств в Новой Шотландии, которые в совокупности считаются самым смертоносным массовым расстрелом в истории Канады, премьер-министр Джастин Трюдо запретил использование, продажу, покупку и импорт AR-15 — полуавтоматической винтовки, которая использовалась в стрельбе и многих других перестрелках в Соединенных Штатах.

#### США
В Соединённых Штатах происходит наибольшее количество массовых расстрелов, чем в какой-либо ещё стране.

### Южная Америка

#### Бразилия
В 2011 году произошло массовое убийство в Реаленгу, в результате которого погибло 13 человек, а в 2019 году сразу двое парней открыли стрельбу в школе, убив семь человек, прежде чем покончить с собой.

### Океания

#### Австралия
В 1996 году после крупного массового убийства были ужесточены законы об оружии.